# D'Hanis (Teksas)
D'Hanis je naseljeno mjesto za statističke potrebe u američkoj saveznoj državi Teksas, u okrugu Medina. Prema popisu stanovništva iz 2010. u njemu je živjelo 847 stanovnika.